# Greyhound (film)
Greyhound je americký válečný film z roku 2020, který režíroval Aaron Schneider. V hlavní roli se představil Tom Hanks, který také napsal scénář. Film je založen na románu C. S. Forestera The Good Shepherd z roku 1955 a sleduje velitele amerického námořnictva na jeho prvním úkolu velení mezinárodní čtyřčlenné skupině eskortních torpédoborců, která během bitvy o Atlantik brání spojenecký konvoj před ponorkami. Ve filmu také hrají Stephen Graham, Rob Morgan a Elisabeth Shue.
Společnost Sony Pictures Releasing původně plánovala uvést Greyhound do amerických kin 12. června 2020. Premiéra byla nejdříve odložena na neurčito a poté zrušena kvůli rozsáhlým omezením v důsledku pandemie covidu-19. Společnost Sony prodala distribuční práva streamovací společnosti Apple TV+, která film uvedla 10. července 2020 digitálně. Film získal získal pozitivní recenze kritiků s oceněním akčních scén a efektivní využití 90minutové délky. Na 93. udílení cen Akademie si film vysloužil nominaci za nejlepší zvuk.

## Děj
V únoru 1942, krátce po vstupu Spojených států do druhé světové války, je velitel Ernest Krause pověřen svým prvním velením ve válce – velí torpédoborci USS Keeling (volací znak "Greyhound") třídy Fletcher vybaveného moderním radarem. Stává se velitelem eskortní skupiny spojeneckého konvoje HX-25, směřujícího do Liverpoolu. Konvoj čítá 37 nákladních a transportních lodí a jeho ochranu kromě USS Keeling zajišťují britský torpédoborec HMS James (volací znak "Harry") třídy Tribal, polský torpédoborec ORP Viktor (volací znak "Eagle") třídy Grom v britských službách a kanadská korveta HMCS Dodge (volací znak "Dicky") třídy Flower.
Konvoj vstupuje do oblasti známé jako "Černá jáma" (Black Pit) – části Atlantiku mimo dosah leteckého krytí, jejíž překonání trvá přibližně pět dní. Tři dny před dosažením britského leteckého krytí zachytí vysokofrekvenční zaměřování německou komunikaci a Greyhound identifikuje ponorku německé Kriegsmarine mířící ke konvoji. Ponorka se pokouší proklouznout pod Greyhoundem, ale Krause ji potopí plnou salvou hlubinných pum. Krátce poté jsou zpozorovány nouzové signální rakety z řecké obchodní lodi Despotiko v zadní části konvoje, která byla napadena další ponorkou označenou emblémem šedého vlka. Zatímco se Greyhound přesouvá na pomoc, musí se vyhnout torpédu vystřelenému touto ponorkou. Následně přicházejí hlášení od ostatních doprovodných lodí o pěti dalších ponorkách – vlčí smečka se drží mimo dostřel a čeká na soumrak, kdy budou mít eskorty omezenou viditelnost.
Večer "šedý vlk" torpéduje tanker a uniká Greyhoundu použitím podvodního klamného zařízení zvaného pillenwerfer ("vrhač pilulek"), což vede ke ztrátě hlubinných náloží. Krause se rozhodne zachránit přeživší z tankeru před pomocí ostatním lodím, což vede ke ztrátě další zásobovací lodi. Člen posádky ponorky, identifikující se jako "Šedý vlk", provokuje konvoj a jeho doprovod rádiovým přenosem. Vlčí smečka zahajuje noční útok a potápí další tři obchodní lodě.
Následující ráno zjišťuje Krause, že Greyhoundu zbývá pouze šest hlubinných náloží. Greyhound a Dicky spojují své síly a pomocí palby z děl potápí jednu z ponorek. Dicky utrpí menší poškození kvůli krátké vzdálenosti a Greyhound je zasažen do levoboku lodním dělem ponorky. Při útoku zahynou stewardi George Cleveland a další dva námořníci. Během jejich pohřebního obřadu Němci potopí další spojeneckou loď a těžce poškodí Eagle, která se později potápí. Krause umožní posádce Eagle opustit loď. I přes obavy z ohrožení zbývajících obránců se Krause rozhodne porušit rádiový klid a nařídí vyslat jediné slovo "help" (pomoc) na Admiralitu. Odpověď je dešifrována jako „očekávejte letadlo“ a „bod rentgen“, což naznačuje, že jsou vyslány posily a místo jejich setkání bude změněno.
S konvojem blížícím se k leteckému krytí bojuje Greyhound proti dvěma ponorkám. Po těžkém boji Greyhound potápí "Šedého vlka" plnou boční salvou. Přilétá létající člun Catalina nasazený britským pobřežním letectvem RAF a Greyhound palbou označuje polohu druhé ponorky, což umožní letadlu shodit hlubinné pumy a potopit ji.
Po ztrátě kontaktu se zbývajícími ponorkami přilétá velitel záložních eskort HMS Diamond a uvolňuje Greyhound a další dva torpédoborce ze služby. Nařizuje jim plout do Derry k opravám a doplnění zásob. Krause je pochválen za potopení čtyř ponorek. Po nastavení nového kurzu cestující a posádky lodí konvoje zdraví posádku Greyhoundu. Krause odchází do své kajuty, kde konečně usíná.